# Golmer Joch
Golmer Joch är en bergstopp i Österrike.   Den ligger i distriktet Bludenz och förbundslandet Vorarlberg, i den västra delen av landet, 500 km väster om huvudstaden Wien. Toppen på Golmer Joch är 2 124 meter över havet, eller 43 meter över den omgivande terrängen. Bredden vid basen är 0,31 km.
Terrängen runt Golmer Joch är mycket bergig. Närmaste större samhälle är Bludenz, 10,4 km norr om Golmer Joch. 
Trakten runt Golmer Joch består i huvudsak av gräsmarker. Runt Golmer Joch är det ganska glesbefolkat, med 47 invånare per kvadratkilometer.